# Музей Роже-Кийо
Музей изобразительных искусств Роже-Кийо (фр. musée d'art Roger-Quilliot) — художественный музей во французском городе Клермон-Ферран (в городском районе Монферран) на участке бывшей обители урсулинок, построенной в XVII веке. Здания обители классифицированы как национальный исторический памятник. Музей был открыт в 1992 году как Музей изобразительных искусств, а позже ему было присвоено имя прежнего мэра Клермон-Феррана — Роже Кийо.
Здания музея были перестроены архитекторами Клодом Гайаром и Адрианом Фансильбером. Различные залы на трёх этажах были связаны между собой большим центральным атриумом из стекла, разработанным инженером Питером Райсом.
На площади 6000 квадратных метров представлена экспозиция музея, насчитывающая около 2000 предметов искусства, начиная с периода Средневековья и заканчивая XX столетием. В распоряжении музея также находятся помещения для временных экспозиций, где устраиваются специализированные выставки и демонстрируются работы современных мастеров.
На последнем этаже музея размещается информационный центр.

## Коллекции музея
Под крышей музея объединены муниципальные коллекции живописи, скульптур, мебели и иных предметов искусства, которые прежде находились в двух других городских музеях — музее Баргуэна и музее Ранке.
Произведения искусства представлены в экспозиции музея в строгом хронологическом порядке, в разных залах, посвящённых различным историческим эпохам.

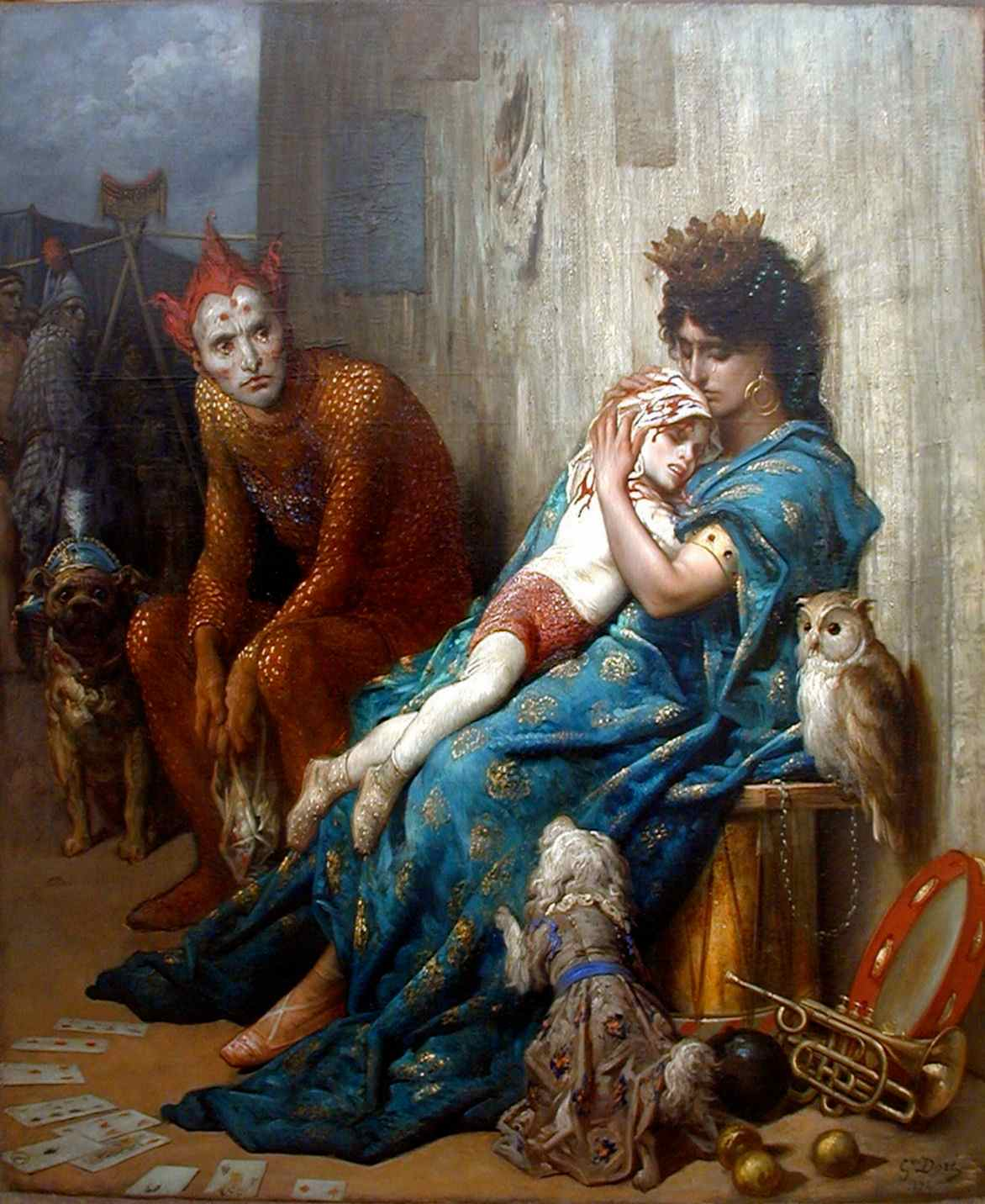
Бродячие акробаты кисти Гюстава Доре

Средневековая эпоха (начиная с XII века) представлена в залах первого этажа музея. В этой коллекции можно отметить капители древнеримских церквей региона Оверни и примечательные скульптуры Девы Марии. Также на первом этаже размещена коллекция эпохи Возрождения, в которой представлены картины («Страсти Христовы» кисти Корнелиса Энгебрехтса), предметы обстановки и скульптуры.
На втором этаже представлены полотна и предметы искусства XVII и XVIII веков, имеющие региональную специфику (пейзажи, фаянс мастеров Клермон-Феррана), а также картины известных французских художников («Портрет Венсана Вуатюра» кисти Филиппа де Шампаня, «Marine» работы Клода Жозефа Верне и другие), североевропейских мастеров («Зубодёр» кисти Теодора Ромбоутса) и итальянских художников («Соломон и царица Савская» и «Соломон восхваляет идолов» работы Донато Крети, «Святая Агата» работы Джулио Чезаре Прокаччини и другие).
На третьем этаже музея находятся залы с коллекцией XIX века, где представлены работы, иллюстрирующие региональную историю Оверни («Эскиз в гипсе Конной статуи Верцингеторига» работы Бартольди, «Оборона Галлии» Теодора Шассерио), а также другие работы, среди которых стоит упомянуть «Борьба за существование» Анри Кросса, «Бюст девушки» работы Камиллы Клодель, полотно «Бродячие акробаты» Гюстава Доре.
На двух подземных уровнях музей представляет коллекции современного искусства. Большая часть работ этой экспозиции была передана музею в дар (пожертвование Комбе). Так в музее оказались работы Мари Лорансен, Поля Ребейроля, Марселя Громера, Бернара Бюффе и других мастеров. В этой коллекции также представлена картина Эрнеста Пиньон-Эрнеста, скульптура Жана Арпа, фотографии Нильса Удо и Жоржа Руссо, а также множество литографий (Пабло Пикассо, Жана Кокто и др.).